# Vojtěch Jasný
Vojtěch Jasný (30 de novembre de 1925 - 15 de novembre de 2019) va ser un director de cinema, guionista i professor txec que va escriure i dirigir més de 50 pel·lícules. Jasný va realitzar llargmetratges i documentals a Txecoslovàquia, Alemanya, Àustria, Estats Units i Canadà. El millor recordat per les seves pel·lícules Až prijde kocour i Všichni dobří rodáci, amb els que va guanyar premis al Festival Internacional de Cinema de Canes. A més de la seva carrera cinematogràfica, va ensenyar a dirigir en escoles de cinema a Salzburg, Viena, Múnic i Nova York.

## Biografia
Jasný va néixer a Kelč, Txecoslovàquia el 30 de novembre de 1925. El seu pare era professor. El 1929 el seu pare va comprar un projector de cinema per a un club sokol local, que va proporcionar la primera introducció de Jasný al cinema. Després de veure La petite marchande d'allumettes de Renoir va decidir convertir-se en cineasta. Durant la seva adolescència va fer pel·lícules aficionades amb una càmera de 9 mm. Durant la Segona Guerra Mundial, el seu pare va ser arrestat i enviat a Auschwitz on va morir el 1942. Després de la guerra, Jasný va anar a estudiar filosofia i llengua russa, però va passar a estudiar cinema a la recent fundada FAMU el 1946. Els seus professors van ser Karel Plicka, Vsevolod Pudovkin i els professors residents Cesare Zavattini i Giuseppe De Santis. Des de 1950 va dirigir molts documentals amb Karel Kachyňa. Les seves pel·lícules Touha i Až prijde kocour foren nominades a la Palma d'Or. El 1968 va dirigir Všichni dobří rodáci que va guanyar el premi al millor director al 22è Festival Internacional de Cinema de Canes.
Després de la invasió de Txecoslovàquia pel Pacte de Varsòvia després de la primavera de Praga de 1968 va decidir abandonar el país. Jasný va fer cinema i va ensenyar a escoles de cinema a Àustria, Alemanya Occidental i Iugoslàvia fins a traslladar-se a Brooklyn, Nova York, a principis dels anys vuitanta. Als EUA, Jasný va impartir classes de direcció de cinema a la Universitat de Colúmbia, a l'Escola d'Arts Visuals i a l'Acadèmia de Cinema de Nova York i va fer diversos documentals sobre Txecoslovàquia. El seu darrer llargmetratge Return to Paradise Lost es va realitzar el 1999.
EL 2009 Arkaitz Basterra Zalbide va fer un documental sobre Jasný titulat Life and Film (The Labyrinthine Biographies of Vojtěch Jasný) que es va publicar després com a llibre.
Va morir a Přerov, República Txeca el novembre de 2019, quinze dies abans del seu 94è aniversari.

## Filmografia

### Cinema
| Any  | Títol                      | Director | Escriptor | Notes                                                                      |
| ---- | -------------------------- | -------- | --------- | -------------------------------------------------------------------------- |
| 1954 | Neobycejná léta            | Sí       | No        | Co-dirigida amb Karel Kachyňa                                              |
| 1956 | Bez obav                   | Sí       | No        | Curtmetratge                                                               |
| 1957 | Zářijové noci              | Sí       | Sí        |                                                                            |
| 1957 | Anděla                     | Sí       | Sí        | Curtmetratge                                                               |
| 1958 | Touha                      | Sí       | No        | Nominada a la Palma d'Or                                                   |
| 1960 | Prezil jsem svou smrt      | Sí       | No        |                                                                            |
| 1961 | Procesí k panence          | Sí       | Sí        |                                                                            |
| 1963 | Až prijde kocour           | Sí       | Sí        | 16è Festival Internacional de Cinema de Canes - Premi Jurat                |
| 1966 | Dýmky                      | Sí       | No        |                                                                            |
| 1968 | Všichni dobří rodáci       | Sí       | Sí        | 22è Festival Internacional de Cinema de Canes - Premi a la millor direcció |
| 1976 | Fluchtversuch              | Sí       | No        |                                                                            |
| 1976 | Ansichten eines Clowns     | Sí       | No        | Va representar la RFA als Premis Oscar de 1976 a la pel·lícula estrangera  |
| 1985 | The Peanut Butter Solution | No       | Sí        |                                                                            |
| 1987 | The Great Land of Small    | Sí       | No        |                                                                            |
| 1999 | Return to Paradise Lost    | Sí       | Sí        |                                                                            |

### Televisió
- 1969: Warum ich Dich liebe
- 1970: Nicht nur zur Weihnachtszeit — (basat en Nicht nur zur Weihnachtszeit de Heinrich Böll)
- 1972: Der Leuchtturm — (basat en una història de Ladislav Mňačko)
- 1972: Nasrin oder Die Kunst zu träumen — (basat en una obra de Herbert Asmodi)
- 1974: Der Kulterer — (basat en Der Kulterer de Thomas Bernhard)
- 1974: Frühlingsfluten — (basat en Torrents of Spring)
- 1975: Des Pudels Kern — (guió de Ludvík Aškenazy)
- 1976: Alexander März — (guió de Heinar Kipphardt)
- 1976: Bäume, Vögel und Menschen
- 1977: Fairy — (guió de Lotte Ingrisch)
- 1977: Mein seliger Onkel
- 1977: Die Rückkehr des alten Herrn
- 1978: Die Freiheiten der Langeweile — (guió de Dieter Wellershoff)
- 1979: Die Stühle des Herrn Szmil — (basat en una obra de Heinar Kipphardt)
- 1979: Die Nacht, in der der Chef geschlachtet wurde — (basat en una obra de Heinar Kipphardt)
- 1980: Gospodjica (Plantilla:Aka Das Fräulein) — (basat en una novel·la d'Ivo Andrić)
- 1980: Ehe der Hahn kräht — (basat en una obra d'Ivan Bukovčan)
- 1980: Die Einfälle der heiligen Klara — (basat en una obra de Jelena i Pavel Kohout)
- 1982: Wir — (basat en Mi, de Ievgeni Zamiatin).
- 1983: Es gibt noch Haselnußsträucher — (basat en Il y a encore des noisetiers de Georges Simenon)
- 1984: Bis später, ich muss mich erschießen — (basat en Samoubitsa)
- 1984: Der blinde Richter (sèrie de televisió de John Fielding, 13 episodis) — (guió de Günter Kunert)